# 安德魯·福姆
安德魯·福姆（英語：Andrew Form，1969年2月3日—），美國製片人，與麥可·貝、布萊德·富勒合夥持有白金沙丘。福姆剛進入製片行業時，他擔任傑瑞·布洛克海默和唐·辛普森的製片助理。

## 個人生活
福姆和女演員乔丹娜·布鲁斯特在《德州電鋸殺人狂：從頭開始》（2006年）的製作中相識，兩人於2006年11月4日宣布訂婚，並於2007年5月6日在巴哈馬結婚。他們的兒子於2013年出生，第二個兒子於2016年出生。布魯斯特於2020年中期申請離婚。

## 外部連結
- 安德魯·福姆在互联网电影资料库（IMDb）上的資料（英文）